# مردگان باغ سبز
مردگان باغ سبز رمانی از محمدرضا بایرامی است. چاپ اول تا سوم این اثر از سال ۱۳۸۹ تا ۱۳۹۰ در نشر سوره مهر منتشر شده‌است. تجدید چاپ‌های بعدی در نشر افق منتشر شده‌است. این اثر برای مدتی توقیف شده بود. مردگان باغ سبز به عنوان رمان برگزیده جایزه اوراسیا معرفی شده‌است.

## معرفی
مردگان باغ سبز رمان تاریخی دربارهٔ برخورد سه نسل یعنی نوه، پدر و پدربزرگ با یک رویداد تاریخی است. ماجرای کتاب به سال‌های پیش و بعد از جنگ جهانی اول و اتفاق‌های رخ‌داده در آذربایجان ایران برمی‌گردد. شخصیت‌های اصلی داستان هر یک به نحوی با فرقه دموکرات مرتبط هستند. رویدادهای پس از شکست فرقه و متلاشی شدن آن‌ها در ایران، رمان را پیش می‌برد. این رمان تاریخی-اجتماعی داستان سه نسل از یک خانواده است که سرنوشت‌شان در بستری تاریخی از وقایع مربوط به آذربایجان در دورهٔ پهلوی و مبارزهٔ قشون شاه و حزب توده بر سر آن و نیز انتخابات دورهٔ پانزدهم مجلس روایت می‌شود.
رمان داستان خبرنگاری به نام بالاش را تعریف می‌کند که ابتدا در بازار تبریز دوره‌گرد بوده و در عین حال شعر هم می‌سروده که با شاعر مشهوری آشنا می‌شود و به رادیو راه پیدا می‌کند و در روزنامه هم به کار خبرنگاری مشغول می‌شود. این رمان وقایع خودمختاری آذربایجان در دورهٔ محمدرضا پهلوی و مبارزه بین قشون شاه و حزب توده را بر سر مسئلهٔ آذربایجان و انتخابات دورهٔ پانزدهم مجلس را روایت می‌کند.

## نقد و بررسی
رمان مردگان باغ سبز توجه منتقدان را جلب کرد. کاوه بیات در رونمایی از کتاب عنوان کرد که رمان به خوبی به واقعهٔ فروپاشی فرقهٔ دموکرات آذربایجان و سرنوشت سردمداران آن و همچنین مردمی که گرفتار آن بودند، می‌پردازد؛ اما در عین حال، جزئیات بسیاری را نیز از نظر دور داشته‌است. همچنین او در دو نقد بر این اثر در مجله جهان کتاب منتشر کرد این اثر را به نوعی دامن زدن به بحث‌های تجزیه‌طلبانه متهم کرد. محمدرضا در جوابیه‌ای به اتهام ترویج ادبیات تجزیه‌طلبی را رد کرد.
محمدرضا سرشار نیز در نقد مردگان باغ سبز عنوان کرد که نویسنده در رمان مردگان باغ سبز می‌خواسته به رئالیسم جادویی پهلو بزند؛ در حالی‌که بقیهٔ جاهای داستان رئالیسم است و نمی‌توان آن را یک رئالیسم جادویی تمام‌عیار خواند؛ در واقع رئالیسمی است که رگه‌هایی از رئالیسم جادویی دارد.
رضا امیرخانی از مردگان باغ سبز به عنوان یکی از آثار برجسته ادبیات داستانی بعد انقلاب یاد کرده‌است. این نویسنده معتقد است که مردگان باغ سبز رمانی مربوط به دههٔ بیست نیست؛ بلکه دقیقاً به امروز جامعه ما مربوط است و باید با این دید نیز خوانده شود.

## توقیف
مردگان باغ سبز برای مدتی توسط وزارت ارشاد توقیف شد. پس از حذف‌هایی از رمان مجدداً منتشر شد. علت توقیف رمان مردگان باغ سبز هم‌زمانی انتشار آن رمان با رویدادهای جنبش سبز در ایران و شباهت روایت‌های اعتراضی طرح شده در این رمان با رویدادهای سال ۱۳۸۸ عنوان شد. مدیر وقت نشر سوره مهر در این‌باره مدعی شده بود که بر رمان «مردگان باغ سبز» محمدرضا بایرامی اصلاح‌هایی اعمال شد؛ چون سوءتفاهم‌هایی در جامعه ایجاد کرده بود و انتشار آن با اتفاقات سال ۱۳۸۸ متقارن شده بود و یک‌سری مقایسه‌ها با آن اتفاق‌ها می‌شد.
عبدالجواد موسوی در اعتراض به این توقیف در وبلاگش نوشت: «اگر بایرامی اسم رمانش را می‌گذاشت «به هلاکت رسیدگان جهنم سبز» و آن وقت آن دوره از تاریخ را هم به دلخواه حضرات مهرورز روایت می‌کرد بازهم کتابش را توقیف می‌کردند؟»
در هنگام اجازه چاپ مجدد مردگان باغ سبز عنوان شد؛ آثار سوره مهر برای دریافت مجوز به اداره کتاب وزارت فرهنگ و ارشاد اسلامی ارسال نمی‌شود و بر این اساس رمان توقیف نشده‌است؛ بلکه خواسته شد نظر منتقدان تأمین و مواردی حذف دوباره منتشر شود.

## جوایز
محمدرضا بایرامی برای رمان مردگان باغ سبز برنده جایزه ادبی اوراسیا در سال ۲۰۱۴ شده‌است.
جایزه ادبی اوراسیا توسط اتحادیه خلاقیت‌های هنری اورآسیا با هدف تشویق مؤلفان و نویسندگان مستعد در رشته‌های مختلف ادبیات هنری و مستند و در راستای تقویت و غنای متقابل فرهنگی کشورهای منطقه اوراسیا تأسیس شده‌است. جوایز این مسابقه که همه ساله با انتخاب هیئت داوران اعطا خواهد شد زیر نظر شورای کارشناسی مسابقه و نمایندگان اتحادیه‌های هنری زیر مجموعه اتحادیه خلاقیت‌های هنری اورآسیایی اداره می‌شود.

## ترجمه
رمان مردگان باغ سبز به زبان‌های روسی، ترکی آذربایجان، صربی ترجمه در کشورهای روسیه، آذربایجان و صربستان منتشر شده‌است. ترجمه روسی رمان «مردگان باغ سبز» که توسط بنیاد مطالعات اسلامی مسکو و با مشارکت انتشارات صدرا و نشر وچه مسکو منتشر شده‌است در نمایشگاه بین‌المللی کتاب مسکو عرضه شد.